# Бохорел
Бохорел (рум. Bohorel) — село у повіті Горж в Румунії. Входить до складу комуни Негомір.
Село розташоване на відстані 238 км на захід від Бухареста, 23 км на південний захід від Тиргу-Жіу, 79 км на північний захід від Крайови.

## Населення
За даними перепису населення 2002 року у селі проживала 81 особа, усі — румуни. Усі жителі села рідною мовою назвали румунську.